# Testudina
Testudina är ett släkte av svampar. Testudina ingår i familjen Testudinaceae, ordningen Pleosporales, klassen Dothideomycetes, divisionen sporsäcksvampar och riket svampar.
|           | Neotestudina                           |
|           |                                        |
|           | Verruculina                            |
|           |                                        |
| Testudina | \| \| Testudina terrestris \| \| \| \| |
|           | \| \| Testudina terrestris \| \| \| \| |
|           | Lepidosphaeria                         |
|           |                                        |
|           | Ulospora                               |
|           |                                        |
|           | Pseudophaeotrichum                     |
|           |                                        |
|           | Testudina terrestris                   |
|           |                                        |

|  | Testudina terrestris |
|  |                      |